# Пушкарёв, Иван Ильич
Ива́н Ильи́ч Пушкарёв (1803, Симбирск — 25 марта (6 апреля) 1848, Санкт-Петербург) — российский историк, краевед и статистик.

## Биография
Из дворянской семьи, родился в Симбирске. Воспитывался в местной гимназии и в 1823 году поступил на службу в симбирский Совестный суд, откуда вскоре перешёл в канцелярию гражданского губернатора, а в 1831 г. — в симбирскую Казенную палату, где был столоначальником до 1834 года, когда (в марте месяце) вышел в отставку и отправился в Петербург для удовлетворения своих склонностей к литературным занятиям, которые в Симбирске не встречали сочувствия.
Поступив в Петербурге письмоводителем в Главное инженерное училище, находившееся в ведении великого князя Михаила Павловича, Пушкарёв в 1836 г. перешёл на службу в Государственный контроль.
К 1837 году относится появление в печати первой работы Пушкарёва: «Историко-географическое описание городов Симбирской губернии», изданное автором (СПб., 1837 г.) в пользу погоревших жителей г. Пензы.
Вскоре Пушкарёв был избран членом-корреспондентом Статистического отделения Министерства внутренних дел и назначен членом Комитета санкт-петербургской Детской больницы, в пользу которой постоянно делал пожертвования из своих скромных средств, например, он издал портреты всех членов императорской семьи и вырученные от продажи деньги (до 5000 руб. серебром) пожертвовал Детской больнице.
Затем Пушкарёв в 1843 г. из Контроля перешёл на службу в Статистическое отделение Министерства внутренних дел производителем статистических работ и получил чин коллежского асессора и в том же году утвержден в звании почётного попечителя Царскосельского уездного училища и избран членом-благотворителем Императорского Человеколюбивого общества. В 1845 г. он перешёл из Статистического отделения в Министерство Внутренних дел, оставаясь членом Комитета детской больницы.
За свои труды Пушкарёв неоднократно получал высочайшие награды от императора Николая, наследника Александра Николаевича и других членов Императорского дома. Скончался в Санкт-Петербурге 25 марта 1848 года.

## Издания
- «Рассказы моего отца. Тетрадь для юношества» (СПб. 1836, изд. 2-е, СПб. 1837);
- Историко-географическое описание городов Симбирской губернии. — СПб. 1837
- «Описание С.-Петербургской Детской больницы» (СПб. 1838)
- Описание С.-Петербурга и уездных городов С.-Петербургской губернии. — Часть 1, Часть 2, Часть 3, Часть 4.
- постановлений о общественном воспитании детей мужского и женского пола в учебных заведениях Российской Империи. — СПб. 1840[3];
- «Описание Российской Империи в историческом, географическом и статистическом отношениях», том I, тетради 1—4, СПб. 1844—1846 (далее не выходило):
  - тетр. І — Новгородская губерния, с картою и 8 рис.; (PDF)
  - тетр. II — Архангельская губерния, с картою, планами городов и 3 рис.;
  - тетр. III — Олонецкая губерния, с картою и 5 рис.;
  - тетр. IV — Вологодская губ., с картою и 5 рис., совместно с Гедеоновым; (PDF)
- «История Императорской российской гвардии» (СПб. 1844—1845 г.), на издание которой Пушкарев получил пособие из казны. Сочинение с рисунками; вышел т. I (1844 г.) и вып. 1-й тома II, 1845 г. (царствование имп. Павла), дальнейшие главы остались в рукописи скан книги;
- Путеводитель по Санктпетербургу и окрестностям его. — СПб., 1843;
- Исторический указатель достопамятностей Санктпетербурга. С прилож. медалей и 31 раскрашенных рисунков достопримечательнейших памятников и зданий в С.-Петербурге. — СПб., 1846.